# Ceratopipra
Ceratopipra (лат.) — род птиц семейства манакиновых. Представители рода распространены в Мексике, Центральной и Южной Америке.

## Описание
Все представители рода — маленькие птицы с коротким хвостом, длиной от 9 до 12,5 см и массой от 10,9 до 23,5 г. У самцов чёрное оперение, контрастирующее с жёлтой, оранжевой или красной головой. Самки невыразительной тёмной окраски.

## Классификация
Ранее все виды включались в род Pipra, но молекулярно-филогенетические исследования показали, что такое размещение делает род Pipra полифилетическим.
В состав рода включают пять видов:
| Изображение | Научное название           | Русское название     | Распространение                                                                              |
| ----------- | -------------------------- | -------------------- | -------------------------------------------------------------------------------------------- |
|             | Ceratopipra cornuta        | Хохлатая пипра       | Венесуэла и прилежащие области Гайаны и севера Бразилии                                      |
|             | Ceratopipra mentalis       | Красношапочная пипра | Белиз, Колумбия, Коста-Рика, Эквадор, Гватемала, Гондурас, Мексика, Никарагуа, Перу и Панама |
|             | Ceratopipra erythrocephala | Золотоголовая пипра  | от Панамы, Колумбии и Тринидада на юг и восток до Гайаны и севера Перу                       |
|             | Ceratopipra rubrocapilla   | Красноголовая пипра  | Боливия, Бразилия и Перу                                                                     |
|             | Ceratopipra chloromeros    | Широкохвостая пипра  | Боливия, Бразилия и Перу                                                                     |